# Cérilly (tổng)
Tổng Cérilly là một tổng ở tỉnh Allier trong vùng Auvergne.

## Địa lý
Tổng này được tổ chức xung quanh Cérilly thuộc quận Montluçon. Độ cao thay đổi từ 158 m (Lételon) đến 412 m (Le Vilhain) với độ cao trung bình 278 m.

## Hành chính
| Giai đoạn        | Ủy viên       | Đảng | Tư cách                                                                             |
| ---------------- | ------------- | ---- | ----------------------------------------------------------------------------------- |
| 17               | Gérard Dériot |      |                                                                                     |
| tháng 3 năm 1992 | Gérard Dériot |      |                                                                                     |
| tháng 3 năm 1998 | Gérard Dériot |      |                                                                                     |
| tháng 3 năm 2004 | Gérard Dériot | UMP  | Président du Conseil général sénateur de l'Allier adjoint au thị trưởng của Cérilly |

## Các đơn vị cấp dưới
Tổng Cérilly gồm 12 xã với dân số là 6 544 người (điều tra năm 1999, dân số không tính trùng)
| Xã                    | Dân số | Mã bưu chính | Mã insee |
| --------------------- | ------ | ------------ | -------- |
| Ainay-le-Château      | 1 165  | 3360         | 03003    |
| Braize                | 257    | 3360         | 03037    |
| Cérilly               | 1 568  | 3350         | 03048    |
| Isle-et-Bardais       | 321    | 3360         | 03130    |
| Lételon               | 144    | 3360         | 03143    |
| Meaulne               | 759    | 3360         | 03168    |
| Saint-Bonnet-Tronçais | 783    | 3360         | 03221    |
| Theneuille            | 411    | 3350         | 03282    |
| Urçay                 | 298    | 3360         | 03293    |
| Valigny               | 441    | 3360         | 03296    |
| Le Vilhain            | 267    | 3350         | 03313    |
| Vitray                | 130    | 3360         | 03318    |

## Biến động dân số
| 1962                                                     | 1968  | 1975  | 1982  | 1990  | 1999  |
| -------------------------------------------------------- | ----- | ----- | ----- | ----- | ----- |
| 8 682                                                    | 9 218 | 8 464 | 7 737 | 7 214 | 6 544 |
| Nombre retenu à partir de 1962 : dân số không tính trùng |       |       |       |       |       |